# 豊田インターチェンジ
豊田インターチェンジ（とよたインターチェンジ）は、愛知県豊田市にある東名高速道路のインターチェンジである。
高速バス停留所の豊田バスストップを併設している。

## 歴史
- 1968年4月25日 : 岡崎IC・小牧IC間開通に伴い供用開始

## 道路
- E1 東名高速道路（20番）

## 接続する道路
- 国道155号豊田南バイパス
- 愛知県道76号豊田安城線

## 料金所

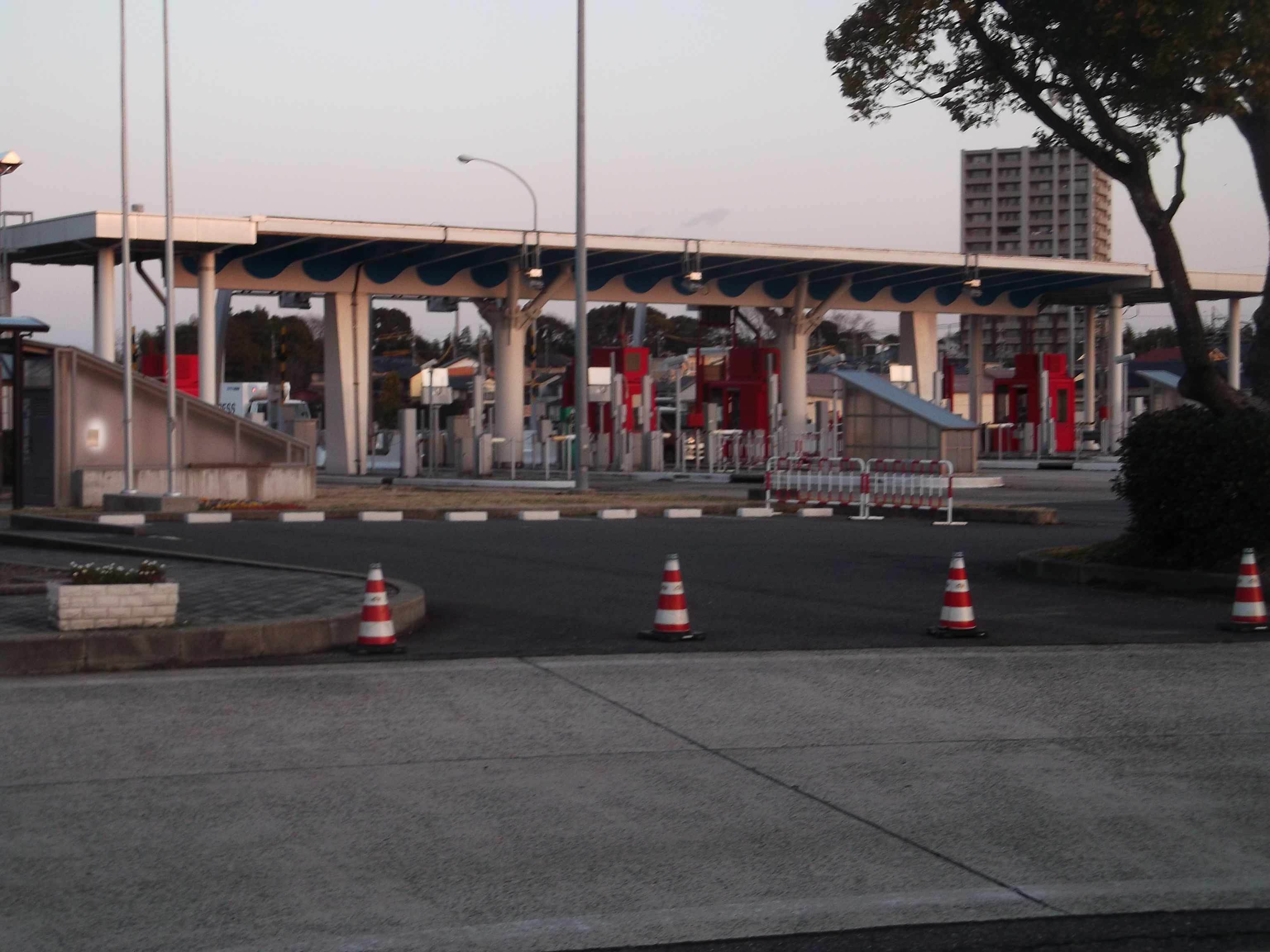
豊田インターチェンジ出口

- ブース数 : 10

### 入口
- ブース数 : 3
  - ETC専用 : 1
  - ETC/一般 : 1
  - 一般 : 1

### 出口
- ブース数 : 7
  - ETC専用 : 3
  - 一般 : 3
  - 閉鎖 : 1

## 周辺
- トヨタ自動車元町工場、堤工場（トヨタ自動車本社に行くには伊勢湾岸自動車道豊田東インターチェンジが最寄りとなる）
- 名鉄三河線 土橋駅
- MEGAドン・キホーテUNY（旧・アピタ）豊田元町店

## 隣
E1 東名高速道路
(19) 岡崎IC - 岡崎阿知和スマートIC（事業中） - (19-2) 豊田JCT - (19-3) 豊田上郷SA/SIC - (20) 豊田IC - (20-1) 東名三好IC

## 豊田バスストップ

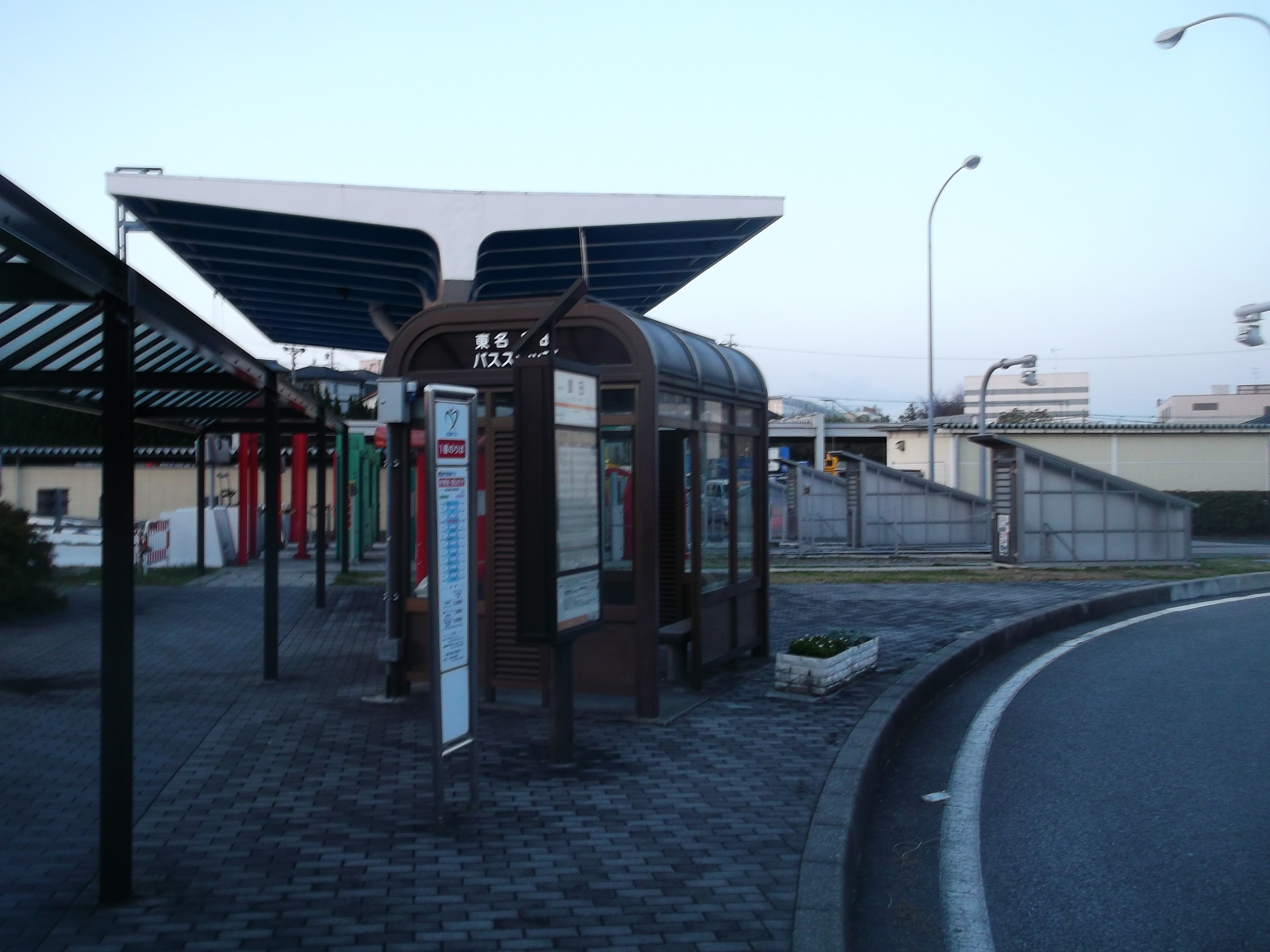
東名豊田1番乗り場

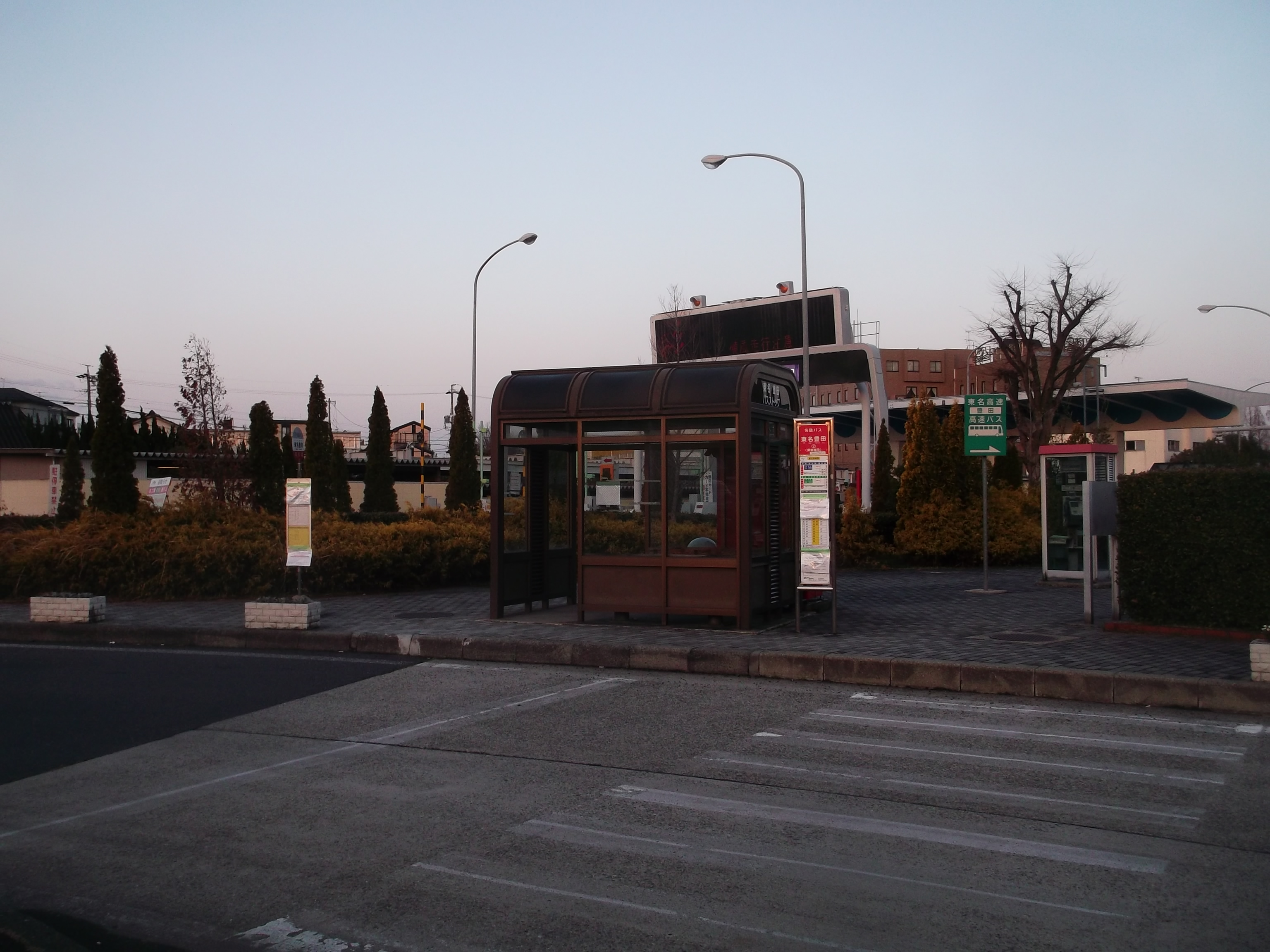
東名豊田2番乗り場

旅客案内上では、東名豊田（とうめいとよた）と称する。
次の路線が停車する。
- 東名ハイウェイバス（名古屋駅 - 浜松 - 静岡駅・東名御殿場・東京駅）（JR東海バス・JRバス関東）
- 夜行高速バス福島・宇都宮 - 名古屋線（宇都宮駅・郡山駅）（名鉄バス、福島交通）[1][2]
- 夜行高速バス日立・東海・ひたちなか・水戸・つくば - 名古屋線（つくばセンター・赤塚駅北口・水戸駅南口・勝田駅西口・東海駅東口・日立駅）（茨城交通）[3]
- 名古屋 - 富士五湖線（富士急ハイランド・河口湖駅・富士山駅）の季節運行便（名鉄バス・富士急行）

### 乗り換え
- 名鉄バス 豊田西市内線
  - 55系統 豊田市 - 衣ヶ原 - 東名豊田 - 聖心寮前
    - 豊田市方面（平日）は6:47、7:18、9:18、11:18、13:18、16:18、17:28、20:27の計8本。高速バスとの接続はしていない。
- 名鉄バス 星ヶ丘・豊田線 
  - 53系統 豊田市 - 衣ヶ原 - 豊田東新町 - 三好 - 赤池駅
  - 54系統 豊田市 - 衣ヶ原 - 豊田東新町 - 三好（上記53系統の区間便）
- 名鉄三河線
  - 土橋駅から北西へ徒歩40分